# Durand de Sant Porçan
Guillem Durand de Sant Porçan, nascut a Saint-Pourçain-sur-Sioule (Alvèrnia) envers 1270 i mort a Meaux en 1332 o 1334, és un filòsof escolàstic i teòleg francès, conegut sobretot pel seu rebuig de certes tesis filosòfiques de Tomàs d'Aquino.

## Biografia
Entrà en els dominics al convent de Clermont-Ferrand, i rebé el títol de doctor en telogia a París en 1313. El papa Climent V el nomenà mestr del Palau dels Papes d'Avinyó en 1313. Aquest càrrec el fou confirmat per Joan XXII, i l'ocupà fins a agost de 1316. En 1317, fou triat bisbe de Lo Puèi de Velai, i transferit a la seu de Meaux en 1326.

## Doctrina
Anomenat el Doctor resolutissimus i el Doctor modernus a causa del caràcter radical i innovador de les seues opinions, se'l considera un dels iniciadors del tercer període escolàstic, que distingeix la filosofia, considerada com una ciència de la raó i la teologia, d'ordre espiritual. En la recerca de la veritat, l'exercici de la raó és prioritari així a tota autoritat humana, inclosa la d'Aristòtil. Al realisme aristotèlic de Tomàs d'Aquino, oposa el nominalisme, i és un dels precursors de Guillem d'Ockham. Al centre del seu pensament trobem la voluntat de negar o de suprimir nombrosos conceptes de l'Escolàstica que li semblen inútils o superflus. D'aquesta manera, essent tota existència singular per si mateixa, nega l'existència dels universals. Les coses són singularment i la universalitat no és sinó una indeterminació. El principi d'individuació és doncs inútil. Contra Tomàs d'Aquino, combat la distinció real de l'essència i de l'existència, la unicitat de la forma substancial. Nega el coneixement de l'ànima per ella mateixa. La intel·ligència no es coneix per la seua essència, sinó a través de la seua intel·lecció dels objectes. L'ànima no es distingeix de les seues operacions, l'universal se fon amb l'experiència, tot sobrepassant-la. La veritat no és, doncs, sinó l'adequació subjectiva entre l'objecte conegut i l'objecte percebut. En noètica, rebutja les espècies sensibles, el recurs a un intel·lecte agent separat, la necessitat de representacions conceptuals distintes de l'acte intel·lectual, i defensa una aprehensió immediata d'allò real.

## Obres
Els seus escrits inclouen:
- Comentaris a les Sentències:
  - Primera versió (1303–08).
  - Segona versió (1310–12).
  - Tercera versió (1317–27).
- Cinc Quodlibeta (1312–16).

El seu nominalisme era tan oposat al realisme filosòfic contemporani que hom considera que el tercer període de l'Escolàstica comença amb ell. Ell rebutja tant allò sensible i les espècies intel·ligibles (species intelligibiles), conceptes introduïts, segons diu, per a explicar la percepció sensual, com també l' intel·lecte actiu. Ell nega també el principi d'individuació, com a distint al de la natura específica d'allò individual.
Durand inventà la noció d'un acte intrínsecament dolent, el qual ell explica en el context del concepte de fortificació, on "allò" és intrínsecament dolent. En les idees de fortificació, Durand coincideix amb Tomàs d'Aquino i el seu argument de dret natural, però sols en la fortificació simple.
En teologia defensà la separació del coneixement natural (cognitio naturalis) de l'obtingut a través de la fe i revelació. Certs dogme, com el de la Trinitat, no es poden mostrar com a absents d'impossibilitats, però creient en ells s'augmenta el mèrit de la fe. Com els miracles de Crist no proven la Seua Divinitat, la seua acceptació pel creient augmenta el mèrit de creure. Després de tot, diu, la teologia no és estrictament una ciència, ja que se sustenta en la fe, i no en els primers principis del coneixement. En teologia és prou amb saber la idea d'aquell que, estant inspirat, no pot errar. Ensenya, a més, que totes las accions procedeixen de Déu, que dona el poder d'actuar, però això no és una immediata influència del Creador sobre les accions de la criatura. Els sagraments són sols causes sense les quals no es confereix la gràcia. El matrimoni no és estrictament un sagrament. Ell insinua també que Crist podria ésser present en l'Eucaristia amb les substàncies sobrants del pa i del vi.
No obstant, Durand mostra submissió a les prerrogatives correctives de l'Església, l'exercici de les quals no era innecesari. Per ordre de Joan XXII el tractat De statu animarum fou examinat, i es trobà que contenia onze errors.
Ell també escrigué un tractat en llatí sobre el poder temporal dels reis, esmentat pel dominic Jacques Échard.